# سرخانلو
سرخانلو روستایی است که در استان اردبیل، شهرستان اردبیل، بخش مرکزی، دهستان ارشق شرقی قرار دارد.

## جمعیّت
فعلی ۲۵۰ نفر ( حدود )